# Coordinadora Guerrillera Simón Bolívar
La Coordinadora Guerrillera Simón Bolívar va ser un grup que pretenia unificar l'accionar de diverses organitzacions guerrilleres a Colòmbia des de 1987 fins a principis de la dècada de 1990. La integraven les Forces Armades Revolucionàries de Colòmbia-Exèrcit de el Poble (FARC-EP), l'Exèrcit d'Alliberament Nacional (ELN), l'Exèrcit Popular d'Alliberament (EPL), l'Aliança Democràtica M-19, el Partit Revolucionari dels Treballadors (PRT) i el Moviment Armat Quintín Lame. Després que es desmobilitzessin l'M-19, el Quintín Lame, l'EPL i el PRT el 1991, continuaren en la Coordinadora les FARC-EP i l'ELN fins al 1994 per a, posteriorment, continuar per separat la lluita armada.

## Història
La primera reunió de la CGSB es va dur a terme el 1987. L'abril del 1988 es realitzà la II conferència del moviment i l'agost del mateix any una tercera reunió. El 1989 també van tenir lloc dues reunions, una al febrer i una altra a l'abril, mentre que el 1990 es va realitzar la I Cimera de Comandants.
El 6 de juliol de 1991 es va reuniren representants de la CGSB i del Govern Colombià a Caracas i després a Tlaxcala. El 4 de maig de 1992, les converses es trencaren. El 1992, la CGSB va presentar al govern un document de dotze propostes per a la construcció de la pau. El 20 de novembre un grup d'intel·lectuals colombians escrigué a la CGSB proposant-ne la seva desmobilització i iniciar diàlegs de pau a causa de la pèrdua de vigència de les seves lluites armades, als quals la CGSB va respondre el 2 de desembre que la manca de pau era deguda a l'acció de govern i que havien de seguir buscant camins de pau. La CGSB es va dissoldre el 1994, a causa de les disputes entre l'ELN i les FARC-EP .

El 2015 es va proposar tornar a conformar aquesta Coordinadora en pro dels diàlegs amb el govern, cosa que no es va concretar. Les FARC-EP es van desmobilitzar el 2016, quedant només el ELN com a grup armat en actiu. 

Integrants de la Coordinadora Guerrillera Simón Bolívar
Exèrcit d'Alliberament Nacional
Exèrcit Popular d'Alliberament
Forces Armades Revolucionàries de Colòmbia - Exèrcit d'el Poble
Moviment 19 d'Abril
Moviment Armat Quintín Lame
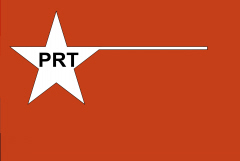
Partit Revolucionari dels Treballadors